# Erioscele
Erioscele là một chi bướm đêm thuộc họ Noctuidae.